# عبدالرحمن العبود
عبدالرحمن العبود (عربی: عبد الرحمن العبود؛ زادهٔ ۱ ژوئن ۱۹۹۵) یک ورزشکار است.